# Le Sauveur du monde
 (janvier 2023).
Le Sauveur du monde est un tableau de l'atelier de Léonard de Vinci, réalisé vers 1504 et conservé au musée des Beaux-Arts de Nancy.